# 燕窝镇 (重庆市)
燕窝镇，是中华人民共和国重庆市合川区下辖的一个镇，位于合川区西北部，距合阳城54公里。与本区的二郎镇、龙凤镇、三庙镇、古楼镇，以及四川省武胜县的万隆镇、清平镇、新学乡、宝箴塞乡接壤。全镇面积71.19平方千米，辖17个村委会，3个居委会，117个村民小组，12481户、44297人，燕窝镇政府驻万古场。

## 历史
- 燕窝镇于清代中后期建场，名万古场，清雍正六年（1728年），万古场属合州来苏里辖；
- 光绪三十二年（1906年），万古场属合州龙多乡辖；
- 民国20年（1931年），建立万古镇，隶属合川县第七区辖。
- 中华人民共和国建立后，万古撤镇建乡，先后隶属第八区、二郎区辖；
- 1958年9月，设立万古区，区公所驻地在万古乡；
- 1981年3月，根据俗名燕儿窝，万古区改为燕窝区，万古乡亦改为燕窝乡；
- 1991年10月，燕窝乡改为燕窝镇；
- 1993年12月，燕窝撤区并镇；
- 2001年6月，将原凤山乡所辖高峰、文峰、干坝、李坪、凤凰、万坝6个村划归燕窝镇管辖；
- 2005年4月，合隆镇并入燕窝镇；
- 2006年2月，将燕窝镇的凤凰村、万坝村、凤山居民小组、福寺村、响铃村、大塘村划给三庙镇。[2]

## 经济
经济以农业为主，劳动力资源总数18287人，耕地面积31250亩，其中：水田17792亩，土10673亩，农业人口人均占地约0.80亩。另外，外出务工也是本地最重要的经济来源，外出劳动力8258人。2006年，重庆遭遇特大干旱，因此而使该镇粮食总产量减少45％。

## 交通
交通主要以公路为主，212国道由北向南穿过镇境，长约7.5公里。省道（王兴路）15.3公里，村道42.3公里，全镇村村通公路。燕窝是合川西北部通往南充、遂宁、潼南、蓬溪、武胜等地的交通要道。

## 社会
燕窝场镇面积2.4平方公里，场镇人口4542人。建有合川区人民医院燕窝分院、农业银行燕窝营业所、中保燕窝分公司、移动公司燕窝营业部、联通公司燕窝营业部、燕窝邮局、茧站、兽防站等部门。有线电视和座机电话覆盖全镇大部分地区，移动电话也相当普及。文化站1个，医院2所，病床45张，卫生技术人员45人。

## 行政区划
燕窝镇下辖以下地区：
燕窝社区、梅垭村、燕窝村、水碾村、阳河村、新开村、困牛村、鞍山村、炉山村、高峰村、红豆村和新庙村。

## 教育
燕窝中学